# La Cenerentola
La Cenerentola, ossia La bontà in trionfo ('Cinderela, ou A bondade em triunfo', em italiano) é uma opera buffa  em dois atos com música do compositor italiano Gioachino Rossini e libreto de Jacopo Ferreti.
É baseada no conto de fadas Cinderela, do escritor francês Charles Perrault. A ópera foi composta em apenas 24 dias.

## Personagens
| Angelina, (chama-se Angelina mas é chamada de Cinderela, filha adotiva de Don Magnífico)         | contralto / mezzo-soprano |
| Don Ramiro, (Príncipe de Salerno, disfarçou-se de criado para saber quem o amará sem interesses) | tenor leggero             |
| Dandini, (criado de Don Ramiro, mas disfarçado de Príncipe)                                      | baixo                     |
| Don Magnífico, (Barão de Montefiascone, pai de Clorinda e Tisbe)                                 | baixo                     |
| Alidoro, (conselheiro, filósofo e mestre do Príncipe)                                            | baixo                     |
| Clorinda, (filha mais velha de Don Magnífico)                                                    | soprano                   |
| Tisbe, (filha caçula de Don Magnífico)                                                           | mezzo-soprano             |

## Sinopse
A ópera se passa  na casa de Don Magnífico, barão de Montefiascone e no palácio de Don Ramiro, príncipe de Salerno.

### Ato I
No castelo de Don Magnífico, as suas filhas, Clorinda e Tisbe, divertem-se a ensaiar alguns passos de dança e arranjando-se com esmero. A enteada, Angelina (apelidada de Cinderela), encarregada de todas as tarefas domésticas, prepara café na cozinha enquanto canta uma cançoneta. Ouve-se bater à porta. Quando Cinderela a abre, entra em cena Alidoro, tutor do  príncipe Ramiro, disfarçado de mendigo. Clorinda e Tisbe o expulsam, mas Angelina, de bom coração, oferece-lhe, às escondidas, uma xícara de café e um pedaço de pão. O falso mendigo abençoa Angelina pelo seu gesto de bondade. As suas irmãs, contrariadas pela criada, atacam-na com fúria. Novamente alguém batem à porta. Entra então um grupo de cortesãos que anuncia a chegada do príncipe, Don Ramiro , que convida as filhas de Don Magnífico para uma grande festa no palácio. No decorrer do baile, Don Ramiro escolherá como esposa a mais bela das jovens presentes. Clorinda e Tisbe, agitadas pela grande notícia, atormentam a pobre Cinderela, exigindo continuamente os seus serviços para se tornarem as mais bonitas. A pobre criada lamenta-se pela sua sorte: ficará no castelo, junto às cinzas da lareira, enquanto Don Magnífico e suas filhas irão se divertir no baile. O falso mendigo vai-se embora, enquanto as irmãs discutem quem irá dar a notícia do baile ao pai.
Don Magnífico entra em cena bastante mal-humorado por ter sido acordado pela algazarra das irmãs. Don Magnífico havia sonhado que era um burro e que saíam plumas do burro. Após o sonho, o velho explica que esse sonho era um bom augúrio, pois suas filhas serão rainhas, e ele, avô  de príncipes. Quando Clorinda e Tisbe comunicam ao pai  que o príncipe chegará logo  e que tem a intenção de se casar, Don Magnífico não consegue  conter sua satisfação e diz que seu sonho tornar-se-á realidade e que ele estava próximo de pagar todas as suas dívidas.
Todos saem de cena. Entra o príncipe, disfarçado de empregado, conforme lhe aconselhara o  seu tutor, Alidoro.  Já o criado do príncipe, Dandini, está disfarçado de príncipe. Dessa forma,  o nobre pretende reconhecer com mais facilidade a bondosa mulher que vive naquela casa e que será a sua esposa, segundo o seu conselheiro Alidoro. Entra em cena Angelin,a que canta distraidamente uma canção, segurando uma bandeja com um copo e um prato. Ao encontrar o jovem, grita, assustada, derrubando a bandeja. Logo em seguida, os dois se apaixonam perdidamente, mas a troca de olhares é interrompida pelo chamamento de Don Magnífico e das suas filhas. Mal Angelina sai, chega o barão, vestido de gala para receber o príncipe. Entram em cena todos criados da corte do príncipe e Dandini disfarçado de príncipe, logo em seguida Don Magnífico apresenta as suas filhas Clorinda e Tisbe sob o olhar pasmo de Ramiro por não reconhecer a mulher que ele ama, depois Dandini convida as irmãs ao baile no palácio que elogia-as muito, despertando as ilusões dos três  ambiciosos. A pobre Cinderela troca olhares com Ramiro. Depois de Dandini e as irmãs saírem em direção á carruagem real, Angelina tenta convencer Don Magnífico para que lhe dê autorização para ir ao baile. O velho barão nega-se rotundamente, lembrando à jovem que ele é apenas uma criada, perante o olhar de Don Ramiro e Dandini, que voltou a cena. Perante a insistência da jovem, o velho barão ameaça bater-lhe com o seu bastão. Ramiro e Dandini defendem Angelina. Don Magnífico pede desculpa pelo seu comportamento perante o falso príncipe, dizendo que Angelina não passa de uma inútil, enquanto Ramiro tenta conter a sua raiva por Magnífico. Então entra em cena Alidoro, disfarçado agora de oficial de registro da corte, e solicita a persença de uma terceira filha de Don Magnífico, que conta estar no registro da corte. O velho explica que essa terceira filha morreu, mas Angelina fala para o velho que está bem viva e sussurrando o velho diz que irá estrangula-la se não ficar calada, mesmo assim os presentes não escutam e desconfiam da história. Todos saem de cena e Angelina vai para o seu quarto. Pouco depois recebe uma nova e surpreendente visita: Alidoro volta, só que agora vestido de mendigo para lhe pedir que o acompanhe ao baile, prometendo-lhe um prêmio pela sua bondade.
Num gabinete do palácio, Dandini, que continua se disfarçando de príncipe, promete a Don Magnífico nomeá-lo copeiro-mor real se ele conseguir estar equilibrado depois de 30 provas de vinho, e convida-o para as prova. Depois, suporta com paciência a feroz briga em Clorinda e Tisbe, que rivalizam sem pudor pelo futuro trono. Finalmente, o falso príncipe declara seu amor às suas irmãs, um motivo que provoca ciúmes entre ambas.
Num pavilhão do palácio, diversos cavaleiros entregam a Don Magnífico uma capa bordada com cachos de uvas. O velho nobre suporta a prova e é nomeado finalmente copeiro-mor. Fazendo uso do seu novo cargo, ordena que, em 15 anos, não se acrescente água ao vinho e promete dar um prêmio a quem beber a maior quantidade de vinho.
Logo em seguida, Ramiro e Dandini encontram-se. O falso príncipe informa ao seu patrão que nenhuma das irmãs Clorinda e Tisbe é apropriada a ele. Entram em cena justamente as duas irmãs que anseiam saber que será a esposa do príncipe. Dandini conta-lhes que escolherá somente uma, mas a outra será destinada ao seu criado, esta decisão provoca ira entre as duas ambiciosas mulheres. Entra em cena Alidoro, que anuncia a chegada de uma mulher desconhecida. Trata-se de Angelina, que aparece com um deslumbrante e luxuoso vestido de gala e coberta por um véu que tampa o seu rosto. A jovem elogia o verdadeiro amor perante os bens materiais e então destapa o rosto, deixando todos os presentes estupefatos. De repente entra Don Magnífico que logo vendo a misteriosa mulher, fica mais surpreso ainda e comenta com suas filhas e que a mulher é parecidíssima com sua criada desprezada Angelina. Ramiro fica apaixonado ao ver a mulher. Assim acaba o 1º ato.

### Ato II
Novamente no gabinete do palácio, Don Magnífico confessa às suas filhas que lhe invade um sentimento de intranqüilidade: acha que reconheceu a Angelina na dama recém-chegada e fica apreensivo se alguém descobrir que mal-trata a sua enteada, e que renegou todos os seus bens a favor de suas filha. Mas, uma vez tranqüilizado por Clorinda e Tisbe, faz planos sobre o que será a sua vida futura graças ao frutuoso casamento de uma delas. Quando saem do gabinete, chega Ramiro, mas esconde-se ao perceber que se aproxima alguém. Entram em cena Angelina e Dandini. Dandini diz que se apaixonou por Angelina, mas ela diz que está apaixonada por outro homem, este homem é o príncipe disfarçado de criado, assim Ramiro sai de seu esconderijo e declara o seu amor pela jovem, mesmo assustado pela jovem criada preferir um mero criado do que um príncipe. Angelina percebendo que logo depois do baile irá vestir as rasgadas roupas de criada, decide entregar ao príncipe um de seus braceletes e pede para que ele a encontre, colocando o bracelete em cada braço de cada mulher do reino, caso ele encontra-la ela se casará com o príncipe e ordena ao príncipe a não segui-la. Depois Angelina abandona a cena. Alidoro que também estava escondido observando a cena, sai também e aconselha a Don Ramiro que o seu coração o aconselhe. O príncipe disfarçado de criado, volta a ser príncipe e manda aos seus súditos uma carruagem para que possa procurar a misteriosa dama.
Don Magnífico encontra-se com Dandini. Dandini ainda continua disfarçado de príncipe, Don Magnífico tenta arrancar do suposto príncipe o veredicto final para se casar com uma de suas filhas. Dandini responde-lhe que existe um segredo que não pode revelar. Dandini pergunta à Don Magnífico como deverá tratar a sua futura esposa. Don Magnífico por sua vez responde-lhe que deverá tratá-la com muito luxo, pedras preciosas, e prazeres que um simples criado nunca poderia realizar. Dandini responde que sendo um mero criado não pode oferecer esta vida a sua esposa, o barão diz que ele está de brincadeira, mas então o criado tira a túnica de príncipe e revela ao barão que é um mero criado que lava roupas, e arruma o príncipe. Depois aconselha ao barão que se sente enganado a abandonar o palácio com suas filhas.
A cena começa num grande salão do castelo do barão. Angelina aparece em cena com as suas velhas e rasgadas roupas e canta uma cançoneta que conta como o rei escolhe, dentre três mulheres, a que possui bom coração. Entra em cena as duas filhas do barão e também o barão, que descontam na pobre Angelina a sua raiva pelo que aconteceu no palácio. De repente estoura uma violenta tempestade. Alidoro se encarrega-se de que a carruagem do príncipe chegue ao castelo de Don Magnífico. Ouve-se baterem a porta. O barão abre a porta e entram o príncipe e Dandini, que revela ao velho que é o verdadeiro príncipe. Don Magnífico ordena a Angelina que traga uma garrafa para o príncipe. A criada obedece à ordem, mas vê Dandini. Quando descobre que o seu amado Ramiro, é na verdade, o príncipe, tenta fugir escondendo o rosto. O apaixonado descobre o bracelete, reconhece-a e declara o desejo de fazer de Angelina a sua esposa e futura rainha. Apesar disso, o barão e suas filhas continuam a insultá-la. Angelina, ao contrário, implora ao seu amado que perdoe os três desalmados. Saem de cena Don Ramiro, Angelina, Dandini e Don Magnífico. Clorinda e Tisbe sozinhas em cena não dão importância para o acontecimento. Entra em cena Alidoro, que proclama a vitória da bondade sobre a maldade, e aconselha as duas malvadas a implorarem perdão à futura rainha.
A cena muda para o salão do trono do palácio, os cortesãos proclamam e exaltam novamente o triunfo da bondade. Entram no salão do trono Angelina e Don Ramiro, vestidos de gala. Após os dois apaixonados entrarem em cena, entram Don Magnífico e suas filhas pedindo perdão a Angelina. Angelina perdoa a suas irmãs e ao seu padrasto, dizendo que, nela pode se ter filha, irmã e amiga. Em seguida todos se abraçam e todos acabam felizes para sempre. Fim do 2º ato e da ópera.

## Orquestração
- 1 cravo (para recitativo secco)
- 1 trombone
- 1 flautim
- 2 flautas
- 2 oboés
- 2 clarinetes
- 2 fagotes
- 2 trompas
- 2 trompetes
- Instr. de cordas: violinos (primeiros e segundos), violas, violoncelos (para recitativo secco) e contrabaixos (para recitativo secco).

## Árias famosas

### Ato I
- "Una volta c'era un re" - Angelina
- "O Figlie amabili" - Coro dos Cortesãos
- "Miei rampolli femminini" - Don Magnífico
- "Un soave non so che" - Dueto: Angelina e Don Ramiro
- "Zitto zitto, piano piano" - Dueto: Dandini e Don Ramiro
- "Signor Altezza, è in tavola" - Finale do 1º Ato

### Ato II
- "Sia qualunque delle figlie" - Don Manífico
- "Si ritrovarla io giuro" - Don Ramiro
- "Un segreto d'importanza" - Dueto: - Dandini e Don Magnífico
- "Questo è un nodo avviluppato" - Sexteto
- "Nacqui all'affanno"[2] - Angelina
- "Non più mesta" - Final do II Ato